# Hans von Arnim (Philologe)

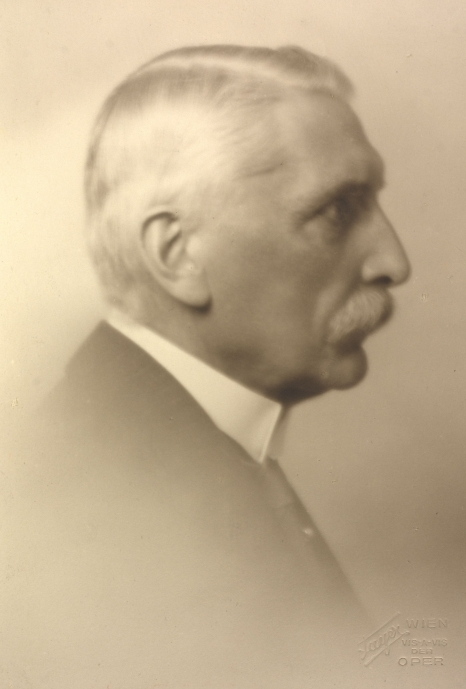
Aufnahme von Georg Fayer (1927)

Hans von Arnim (* 14. September 1859 auf Gut Groß Fredenwalde; † 25. Mai 1931 in Wien) war ein deutscher Klassischer Philologe, der als Professor an den Universitäten in Rostock, Frankfurt am Main und Wien wirkte.

## Leben
Seine Eltern waren Friedrich Wilhelm Georg Ferdinand von Arnim (* 16. Oktober 1832; † 24. August 1876) und dessen Ehefrau Auguste Adelheid Johanna von Arnim (* 18. Dezember 1836; † 30. Mai 1929) aus dem Haus Milmersdorf, einzige Tochter des Parlamentariers Hermann von Arnim. Eine Schwester war die Schriftstellerin Eva von Arnim.
Hans von Arnim legte das Abitur am Wilhelms-Gymnasium in Berlin ab. Ab 1877 studierte er Rechtswissenschaft an der Universität Berlin Rechtswissenschaft. Dann wechselte er 1878 zur Philologie an der Ruprecht-Karls-Universität Heidelberg, anschließend an der Universität Greifswald, wo er ein Lieblingsschüler von Ulrich von Wilamowitz-Moellendorff wurde, und danach wieder in Berlin. 1882 wurde er in Greifswald mit der Dissertation De prologorum Euripideorum arte et interpretatione am 8. März zum Dr. phil. promoviert.
1882 legte Hans von Arnim das Staatsexamen für das Lehramt an Gymnasien ab. Danach unterrichtete er als Probekandidat und wissenschaftlicher Hilfslehrer bis 1884 am Wilhelm-Dörpfeld-Gymnasium in Elberfeld und danach bis 1886 als ordentlicher Gymnasiallehrer am Gymnasium in Bonn, wo er sich mit Hermann Usener anfreundete.
Hans von Arnim heiratete am 10. September 1884 in Berlin Elisabeth Henriette Marie Riese (1859–1945), eine Tochter des Chefarztes des Elisabeth-Krankenhauses in Berlin Julius Riese. Das Paar hatte zwei Töchter und zwei Söhne, und zwar Bernd Dietrich Hans (* 8. September 1899; † 5. Februar 1946), der 1923 Katharina Cornelia van Leeuwen heiratete; ein Sohn starb im Ersten Weltkrieg.
Hans von Arnim starb am 25. Mai, dem Pfingstmontag des Jahres 1931, im Alter von 72 Jahren. Die Bestattung auf dem Döblinger Friedhof (Gruppe 2, Reihe 3, Nummer 3) fand am 28. Mai statt, die Grabrede hielt Richard von Schaukal. Das Grab ist bereits aufgelassen.

## Wirken
1886 bis 1892 lehrte er als Privatdozent der klassischen Philologie an der Universität Halle, an der er im Dreikaiserjahr (1888) mit Quellenstudien zu Philo von Alexandria seine Habilitation erreichte. Er wurde Ehrenmitglied des Klassisch-Philologischen Vereins Halle im Naumburger Kartellverband. 1892 folgte Arnim dem Ruf auf ein Extraordinariat der Universität Rostock, die ihn 1893 zum ordentlichen Professor ernannte. 1900 wurde er als Nachfolger von Theodor Gomperz auf den Lehrstuhl für Gräzistik der Universität Wien berufen. 1914 wechselte er an die neugegründete, aber durch den Ersten Weltkrieg nicht eröffnete Johann Wolfgang Goethe-Universität Frankfurt am Main, wo er im Studienjahr 1914/1915 Dekan der philosophischen Fakultät und 1916/1917 Rektor war. 1921 kehrte er als ordentlicher Professor für klassische Philologie an die Wiener Universität zurück und hatte diesen Lehrstuhl bis zu seiner Emeritierung 1930 inne.
Arnim war Vorstand des philologischen Seminares, ab 1903 korrespondierendes und ab 1906 wirkliches Mitglied der Akademie der Wissenschaften in Wien und korrespondierendes Mitglied der Akademien in Amsterdam und Kopenhagen sowie wirkliches Mitglied des Österreichischen Archäologischen Instituts.

## Leistungen
Hans von Arnim beschäftigte sich mit Philosophie gleichermaßen wie mit Philologie. Seine exakte Interpretation, konsequente Beweisführung und brillante Sprachkenntnis versetzten ihn in die Lage, die Schriften von Platon und Aristoteles nicht nur inhaltlich eingehend zu analysieren, sondern auch zu grundlegenden Studien und Beweisführungen über die relative Chronologie ihrer Schriften.
Seine Beschäftigung mit dem Tragödiendichter Euripides führte ihn zu einer als vorbildlich bezeichneten Übersetzung der zwölf überlieferten Stücke (erschienen 1931). Die antike Philosophie behandelte er in der Abhandlung Die europäische Philosophie des Altertums, die 1909, 1913 und 1923 erschien. Seine dreibändige Ausgabe stoischer Fragmente (Stoicorum Veterum Fragmenta, 1903–1905) ist bis heute in Gebrauch. Daneben beschäftigte sich Arnim auch mit den Schriften Xenophons und lieferte Beiträge für Paulys Realencyclopädie der classischen Altertumswissenschaft.

## Schriften (Auswahl)
- Leben und Werke des Dio von Prusa. Mit einer Einleitung: Sophistik, Rhetorik, Philosophie in ihrem Kampf um die Jugendbildung. Berlin 1898.
Nachdruck: Weidmann, Hildesheim 2004, ISBN 978-3-615-00300-0.
- Hierokles, Ethische Elementarlehre (Papyrus 9780) nebst den bei Stobäus erhaltenen Ethischen Exzerpten aus Hierokles. Hrsg. von Hans von Arnim. Weidmann, Berlin 1906 (Berliner Klassikertexte 4).
- Die europäische Philosophie des Altertums. In: Paul Hinneberg: Die Kultur der Gegenwart. 1. Teil. Teubner, Berlin und Leipzig 1909.
- Die politischen Theorien des Altertums. Wien 1910
Nachdruck: Gerstenberg, Hildesheim 1974, ISBN 3-8067-0509-7.
- Platos Jugenddialoge und die Entstehungszeit des Phaidros. Teubner, Berlin und Leipzig 1914
 Nachdruck: A. M. Hakkert, Amsterdam 1967; Arno Press, New York 1976.
- Arius Didymus’ Abriß der peripatetischen Ethik. In: Sitzungsberichte / Akademie der Wissenschaften in Wien, Philosophisch-Historische Klasse 204, 3. Hölder-Pichler-Tempsky, Wien 1926.
- Platons Dialog „Thrasymachos“. In: Mededelingen Koninklijke Vlaamse Academic van Wetenschappen. Afdeeling letterkunde, Ser. A. Deel. 63, 8. Amsterdam 1927.
- Das Ethische in Aristoteles’ Topik. In: Sitzungsberichte / Akademie der Wissenschaften in Wien, Philosophisch-Historische Klasse 205, 4. Hölder-Pichler-Tempsky, Wien 1927.
- Eudemische Ethik und Metaphysik. In: Sitzungsberichte / Akademie der Wissenschaften in Wien, Philosophisch-Historische Klasse 207, 5. Hölder-Pichler-Tempsky, Wien 1928.
- Die Entstehung der Gotteslehre des Aristoteles. Hölder-Pichler-Tempsky, Wien 1931.
- Zwölf Tragödien des Euripides. Übersetzt von Hans von Arnim. Hölder-Pichler-Tempsky, Wien 1931.
Mit einer Einführung und Erläuterung von Bernhard Zimmermann. DTV, München und Artemis, Zürich 1990, ISBN 3-423-02253-1.
- Stoicorum Veterum Fragmenta. 3 Bände. Gesammelt von Hans von Arnim. 1903–1905. Neuausgabe:

Zeno et Zenonis discipuli. Teil I. De Gruyter, Berlin/Boston 1978, ISBN 3-11-095502-4.
Chrysippi fragmenta logica et physica. Teil II. De Gruyter, Berlin/Boston 1979, ISBN 3-11-095501-6.
Chrysippi fragmenta moralia. Teil III. De Gruyter, Berlin/Boston 1978, ISBN 3-11-095377-3.
Indices. Teil IV. De Gruyter, Berlin/Boston 1978, ISBN 3-11-094853-2.

## Ehrungen

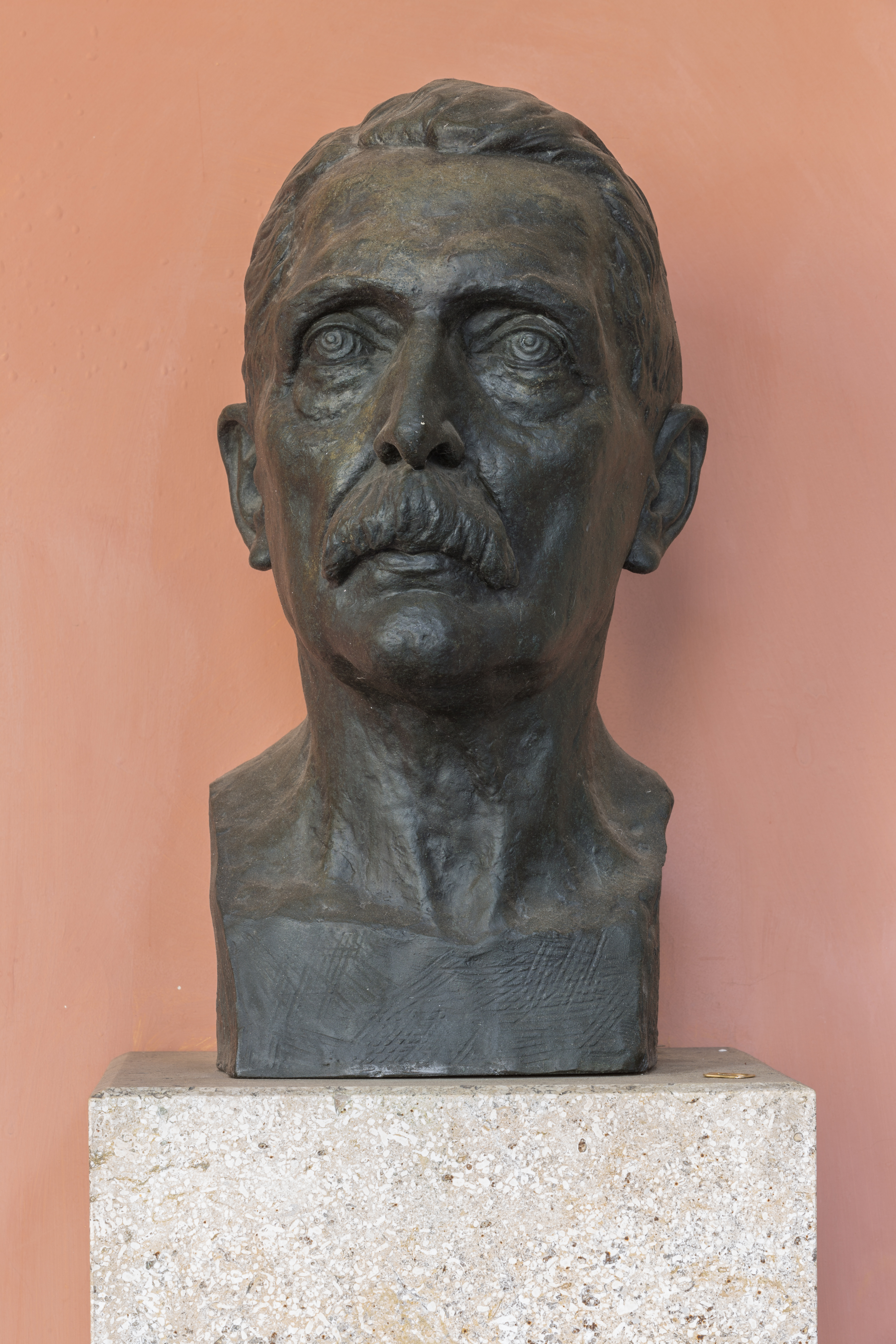
Bronzebüste von Gertrude Hartmann

- 1919: Ehrenmitgliedschaft der Universität Rostock
- 1948: Enthüllung einer Büste im Arkadenhof der Universität Wien[10]
- 1954: Benennung der Arnimgasse in Wien-Floridsdorf (21. Bezirk)[11]